# 小笠原八十美
小笠原 八十美（おがさわら やそみ、1888年〈明治21年〉6月2日 - 1956年〈昭和31年〉12月27日）は、日本の政治家。衆議院議員（8期）。厚生政務次官、日本馬事会評議員、十和田観光社長、全国畜産販売農業協同組合連合会長、中央畜産会長などを歴任した。位階は正四位、勲等は勲二等。

## 略歴

### 年譜
- 1888年（明治21年）- 青森県上北郡三本木村（現十和田市）生まれ
- 1925年（大正14年）- 三本木町会議員
- 1926年（大正15年）- 三本木産馬畜産組合総代会議員
- 1927年（昭和2年）- 青森県議会議員
- 1932年（昭和7年）- 三本木産馬畜産組合長
- 1936年（昭和11年）- 第19回衆議院議員総選挙青森1区当選（立憲政友会）
- 1937年（昭和12年）- 第20回衆議院議員総選挙当選
- 1942年（昭和17年）- 第21回衆議院議員総選挙当選（無所属（旧立憲政友会））
- 1946年（昭和21年）- 第22回衆議院議員総選挙青森選挙区当選（日本自由党）
- 1947年（昭和22年）3月 - 第1次吉田内閣厚生政務次官
  - 4月5日 - 第1回青森県知事選挙落選
  - 4月25日 - 第23回衆議院議員総選挙青森県第1区当選
  - 9月 - 日本家畜商協会を創立し、会長に就任
- 1948年（昭和23年）- 中央馬事会副会長
- 1949年（昭和24年）- 第24回衆議院議員総選挙当選（民主自由党）
- 1952年（昭和27年）- 第25回衆議院議員総選挙当選（自由党）
- 1953年（昭和28年）- 第26回衆議院議員総選挙次点（自由党鳩山派）
- 1955年（昭和30年）- 第27回衆議院議員総選挙当選（自由党）
  - 11月 - 保守合同により自由民主党所属となる
- 1956年（昭和31年）- 死去、68歳。死没日をもって勲二等瑞宝章追贈（勲四等からの昇叙）、正四位に叙される[2]。

## 著作
- 『戦時議会と長期戦体勢の確立：第七十三議会の報告と卑見の一端』亜細亜出版社、1938年（昭和13年）[3]。